# Croatian Bol Ladies Open 2001
Il Croatian Bol Ladies Open 2001 è stato un torneo di tennis giocato sulla terra rossa.
È stata l'8ª edizione del torneo, che fa parte della categoria Tier III nell'ambito del WTA Tour 2001.
Si è giocato a Bol in Croazia, dal 30 aprile al 6 maggio 2001.

## Campionesse

### Singolare
Ángeles Montolio ha battuto in finale  Mariana Díaz Oliva con il punteggio di 3–6, 6–2, 6–4.

### Doppio
María José Martínez /  Anabel Medina Garrigues hanno battuto in finale  Nadia Petrova /  Tina Pisnik con il punteggio di 7–5, 6–4.